# کلودیو پیت‌بال
کلودیو پیت‌بال (به پرتغالی: Cláudio Mejolaro) مهاجم اهل برزیل است که در شهر پورتو الگره و در تاریخ ۸ ژانویهٔ ۱۹۸۲ به دنیا آمده‌است.
کلودیو پیت‌بال در تیم‌های فوتبال Grêmio سابقهٔ حضور دارد.